# Eulobus angelorum
Eulobus angelorum är en dunörtsväxtart som först beskrevs av Sereno Watson, och fick sitt nu gällande namn av Warren Lambert Wagner och Hoch. Eulobus angelorum ingår i släktet Eulobus och familjen dunörtsväxter. Inga underarter finns listade i Catalogue of Life.